# ウォード・カニンガム
ハワード・ウォード・カニンガム（Howard G. "Ward" Cunningham、1949年5月26日 - ）は、世界初のウィキを開発したアメリカ合衆国のコンピュータ・プログラマである。デザイン・パターンおよびエクストリーム・プログラミングのパイオニアでもある。1994年、WikiWikiWebの開発を開始し、1995年3月25日に自身のソフトウェアコンサルタントのウェブサイトである Cunningham_&_Cunningham（ドメイン名のc2.comとしても有名）に、Portland_Pattern_Repositoryのアドオンとしてインストールした。アジャイル・マニフェストの17人の元署名者の1人でもある。
カニンガムはオレゴン州ビーバートンに住んでおり、New Relicのプログラマとして働いている。以前は、CitizenGlobalにてCo-Creation Czarを務めていた。ナイキにてCode for a Better World Fellowも務めている。
その他、ウィキに関する書籍『The Wiki Way』の出版や、 テストフレームワーク「Framework_for_Integrated_Tests」を開発している。ウィキの研究と実践に関するカンファレンス「WikiSym」では第一回より3回にわたって基調講演を行い、「Wikimedia Developer Summit 2017」でも基調講演を行った。

## 概要
カニンガムは、コンピュータ上で共同作業により文章の編集を行うツールおよび概念である「WikiWiki」（ウィキウィキ）の発明者である。1995年に最初のウィキサイトである『Portland Pattern Repository』をインターネット上に創設した。「Wiki Wiki」はハワイ語で「速い、速い」を意味し、ウォード・カニンガムがホノルル国際空港内を走る｢ウィキウィキシャトル｣からとった。
また、アジャイルソフトウェア開発方法論「エクストリーム・プログラミング」の主唱者の一人でもある。
2003年12月からはマイクロソフトのパターン&プラクティスグループにおいてアーキテクトを務めた。2005年10月に退社し、Eclipse財団のコミッターコミュニティ開発ディレクターに就任。
著者に『Wiki Way―コラボレーションツールWiki』（ボウ・ルーフとの共著、2001年 ISBN 4797318325）がある。